# Tonáž (lodní přeprava)
Tonáž je míra, ve které se udává nákladní objem lodi. Název je odvozen od daně placené za „tuny“ vína a později byl využit při měření lodního nákladu. V moderní době se termín tonáž užívá pro výpočet objemu lodi či lodního nákladového prostoru. Někdy se též nesprávně užívá pro váhu prázdného nebo naloženého plavidla (výtlak).
Měření tonáže nemusí vždy úplně odpovídat realitě[zdroj?] – používá se totiž při odhadu poplatků při obchodní námořní dopravě.